# Campionati mondiali di nuoto 1986
La 5ª edizione dei campionati mondiali di nuoto si è svolta a Madrid (Spagna) dal 13 al 23 agosto 1986.
Per la prima volta il programma della rassegna è aumentato rispetto alle precedenti edizioni, grazie all'introduzione dei 50 m stile libero, della staffetta 4×200 m stile libero femminile e del torneo femminile di pallanuoto.
Alla sua ultima apparizione in un mondiale di nuoto, la Germania Est si è imposta per la prima volta come miglior nazione, conquistando 14 titoli iridati, mentre gli Stati Uniti hanno ottenuto il maggior numero complessivo di podi (32).

## Medagliere
| Pos.   | Paese            | Oro | Argento | Bronzo | Totale |
| ------ | ---------------- | --- | ------- | ------ | ------ |
| 1      | Germania Est     | 14  | 12      | 4      | 30     |
| 2      | Stati Uniti      | 9   | 10      | 13     | 32     |
| 3      | Canada           | 4   | 2       | 2      | 7      |
| 4      | Germania Ovest   | 4   | 2       | 1      | 8      |
| 5      | Ungheria         | 3   | 0       | 0      | 3      |
| 6      | Cina             | 2   | 4       | 1      | 7      |
| 7      | Unione Sovietica | 2   | 3       | 7      | 12     |
| 8      | Romania          | 1   | 0       | 1      | 2      |
| 9      | Australia        | 1   | 0       | 0      | 1      |
| 9      | Jugoslavia       | 1   | 0       | 0      | 1      |
| 11     | Italia           | 0   | 3       | 0      | 3      |
| 12     | Paesi Bassi      | 0   | 1       | 4      | 5      |
| 13     | Bulgaria         | 0   | 1       | 1      | 2      |
| 13     | Francia          | 0   | 1       | 1      | 2      |
| 13     | Svizzera         | 0   | 1       | 1      | 2      |
| 16     | Nuova Zelanda    | 0   | 1       | 0      | 1      |
| 17     | Gran Bretagna    | 0   | 0       | 2      | 2      |
| 17     | Giappone         | 0   | 0       | 2      | 1      |
| 19     | Danimarca        | 0   | 0       | 1      | 1      |
| Totale | Totale           | 41  | 41      | 41     | 123    |

## Nuoto

### Uomini
| Evento               | Oro                                                                      | Perform.   | Argento                                                                              | Perform. | Bronzo                                                                             | Perform. |
| Stile libero         |                                                                          |            |                                                                                      |          |                                                                                    |          |
| 50 m                 | Tom Jager                                                                | 22"49      | Dano Halsall                                                                         | 22"80    | Matt Biondi                                                                        | 22"85    |
| 100 m                | Matt Biondi                                                              | 48"94      | Stéphane Caron                                                                       | 49"73    | Tom Jager                                                                          | 49"79    |
| 200 m                | Michael Gross                                                            | 1'47"92    | Sven Lodziewski                                                                      | 1'49"12  | Matt Biondi                                                                        | 1'49"43  |
| 400 m                | Rainer Henkel                                                            | 3'50"05    | Uwe Daßler                                                                           | 3'51"26  | Daniel Jorgensen                                                                   | 3'51"33  |
| 1500 m               | Rainer Henkel                                                            | 15'05"31   | Stefano Battistelli                                                                  | 15'14"80 | Daniel Jorgensen                                                                   | 15'16"23 |
| Dorso                |                                                                          |            |                                                                                      |          |                                                                                    |          |
| 100 m                | Igor' Poljanskij                                                         | 55"58      | Dirk Richter                                                                         | 56"49    | Sergej Zabolotnov                                                                  | 56"57    |
| 200 m                | Igor' Poljanskij                                                         | 1'58"78    | Frank Baltrusch                                                                      | 2'01"11  | Frank Hoffmeister                                                                  | 2'02"44  |
| Rana                 |                                                                          |            |                                                                                      |          |                                                                                    |          |
| 100 m                | Victor Davis                                                             | 1'02"71    | Gianni Minervini                                                                     | 1'03"00  | Dmitrij Volkov                                                                     | 1'03"30  |
| 200 m                | József Szabó                                                             | 2'14"27 RM | Victor Davis                                                                         | 2'14"93  | Steven Bentley                                                                     | 2'16"51  |
| Farfalla             |                                                                          |            |                                                                                      |          |                                                                                    |          |
| 100 m                | Pablo Morales                                                            | 53"44      | Matt Biondi                                                                          | 53"67    | Andrew Jameson                                                                     | 53"81    |
| 200 m                | Michael Gross                                                            | 1'56"63    | Antony Nosse                                                                         | 1'58"36  | Benny Nielsen                                                                      | 1'59"09  |
| Misti                |                                                                          |            |                                                                                      |          |                                                                                    |          |
| 200 m                | Tamás Darnyi                                                             | 2'01"57    | Alex Baumann                                                                         | 2'02"34  | Vadim Jaroščuk                                                                     | 2'02"61  |
| 400 m                | Tamás Darnyi                                                             | 4'18"98    | Vadim Jaroščuk                                                                       | 4'22"03  | Alex Baumann                                                                       | 4'23"58  |
| Staffette            |                                                                          |            |                                                                                      |          |                                                                                    |          |
| 4x100 m stile libero | Stati Uniti Tom Jager Michael Heath Paul Wallace Matt Biondi             | 3'19"89    | Unione Sovietica Gennadij Prigoda Nikolaj Evseev Sergej Smirjagin Aleksej Markovskij | 3'21"14  | Germania Est Dirk Richter Jörg Woithe Sven Lodziewski Steffen Zesner               | 3'21"47  |
| 4x200 m stile libero | Germania Est Lars Hinneburg Thomas Flemming Dirk Richter Sven Lodziewski | 7'15"91    | Germania Ovest Reiner Henkel Michael Gross Alexander Schowtka Thomas Fahrner         | 7'15"96  | Stati Uniti Eric Boyer Michael Heath Daniel Jorgensen Matt Biondi                  | 7'18"29  |
| 4x100 m misti        | Stati Uniti Daniel Veatch David Lundberg Pablo Morales Matt Biondi       | 3'41"25    | Germania Ovest Frank Hoffmeister Bert Göbel Michael Groß Andre Schadt                | 3'42"26  | Unione Sovietica Igor' Poljanskij Dmitrij Volkov Aleksej Markovskij Nikolaj Evseev | 3'42"63  |

### Donne
| Evento               | Oro                                                                          | Perform.   | Argento                                                                | Perform. | Bronzo                                                                                | Perform. |
| Stile libero         |                                                                              |            |                                                                        |          |                                                                                       |          |
| 50 m                 | Tamara Costache                                                              | 25"28 RM   | Kristin Otto                                                           | 25"50    | Marie-Thérèse Armentero                                                               | 25"93    |
| 100 m                | Kristin Otto                                                                 | 55"05      | Jenna Johnson                                                          | 55"70    | Conny van Bentum                                                                      | 55"79    |
| 200 m                | Heike Friedrich                                                              | 1'58"26    | Manuela Stellmach                                                      | 1'58"90  | Mary T. Meagher                                                                       | 2'00"14  |
| 400 m                | Heike Friedrich                                                              | 4'07"45    | Astrid Strauß                                                          | 4'09"16  | Sarah Hardcastle                                                                      | 4'09"85  |
| 800 m                | Astrid Strauß                                                                | 8'28"24    | Katja Hartmann                                                         | 8'28"44  | Deborah Babashoff                                                                     | 8'34"04  |
| Dorso                |                                                                              |            |                                                                        |          |                                                                                       |          |
| 100 m                | Betsy Mitchell                                                               | 1'01"74    | Kathrin Zimmermann                                                     | 1'02"17  | Natalia Shibaeva                                                                      | 1'02"25  |
| 200 m                | Kornelia Sirch                                                               | 2'11"37    | Baetsy Mitchell                                                        | 2'11"39  | Kathrin Zimmermann                                                                    | 2'11"45  |
| Rana                 |                                                                              |            |                                                                        |          |                                                                                       |          |
| 100 m                | Sylvia Gerasch                                                               | 1'08"11 RM | Silke Hörner                                                           | 1'08"41  | Tania Bogomilova                                                                      | 1'08"52  |
| 200 m                | Silke Hörner                                                                 | 2'27"40 RM | Tania Bogomilova                                                       | 2'27"66  | Allison Higson                                                                        | 2'31"34  |
| Farfalla             |                                                                              |            |                                                                        |          |                                                                                       |          |
| 100 m                | Kornelia Greßler                                                             | 59"51      | Kristin Otto                                                           | 59"66    | Mary T. Meagher                                                                       | 59"90    |
| 200 m                | Mary T. Meagher                                                              | 2'08"41    | Kornelia Greßler                                                       | 2'10"66  | Birte Weigang                                                                         | 2'10"68  |
| Misti                |                                                                              |            |                                                                        |          |                                                                                       |          |
| 200 m                | Kristin Otto                                                                 | 2'15"56    | Elena Dendeberova                                                      | 2'15"85  | Kathleen Nord                                                                         | 2'16"05  |
| 400 m                | Kathleen Nord                                                                | 4'43"75    | Michelle Griglione                                                     | 4'44"07  | Noemi Lung                                                                            | 4'45"44  |
| Staffette            |                                                                              |            |                                                                        |          |                                                                                       |          |
| 4×100 m stile libero | Germania Est Kristin Otto Manuela Stellmach Sabina Schulze Heike Friedrich   | 3'40"57 RM | Stati Uniti Jenna Johnson Dara Torres Mary T. Meagher Betsy Mitchell   | 3'44"02  | Paesi Bassi Conny Van Bentum Laura Leideritz Karin Brienesse Annemarie Verstappen     | 3'46"89  |
| 4×200 m stile libero | Germania Est Manuela Stellmach Astrid Strauß Nadja Bergnecht Heike Friedrich | 7'59"33    | Stati Uniti Betsy Mitchell Mary T. Meagher Kimberley Brown Mary Waythe | 8'02"12  | Paesi Bassi Annemarie Verstappen Johan Van Der Meer Mildred Muis Conny Van Bentum     | 8'09"59  |
| 4×100 m misti        | Germania Est Kathrin Zimmermann Sylvia Gerasch Kornelia Greßler Kristin Otto | 4'04"82    | Stati Uniti Betsy Mitchell Jennifer Hau Mary T. Meagher Jenna Johnson  | 4'07"75  | Paesi Bassi Jolanda de Rover Petra van Staveren Conny Van Bentum Annemarie Verstappen | 4'10"70  |

## Tuffi

### Uomini
| Evento          | Oro           | Perform. | Argento      | Perform. | Bronzo        | Perform. |
| Trampolino 3m   | Greg Louganis | 750.06   | Tan Liangde  | 692.28   | Li Hongping   | 642.06   |
| Piattaforma 10m | Greg Louganis | 668.58   | Li Kongzheng | 624.33   | Bruce Kimball | 599.91   |

### Donne
| Evento          | Oro     | Perform. | Argento  | Perform. | Bronzo         | Perform. |
| Trampolino 3m   | Gao Min | 582.90   | Li Yiuha | 549.42   | Marina Babkova | 525.21   |
| Piattaforma 10m | Chen Li | 449.67   | Lu Wei   | 422.25   | Wendy Wyland   | 412.47   |

## Nuoto Sincronizzato
| Evento  | Oro                                   | Perform. | Argento                                     | Perform. | Bronzo                            | Perform. |
| Solo    | Carolyn Waldo                         | 200.033  | Sarah Josephson                             | 194.967  | Muriel Hermine                    | 188.250  |
| Duo     | Canada Michelle Cameron Carolyn Waldo | 196.267  | Stati Uniti Karen Josephson Sarah Josephson | 193.401  | Giappone Megumi Ito Mikako Kotani | 185.467  |
| Squadra | Canada                                | 191.000  | Stati Uniti                                 | 190.821  | Giappone                          | 185.763  |

## Pallanuoto
| Evento                  | Oro        | Argento     | Bronzo           |
| T. Maschile (Dettagli)  | Jugoslavia | Italia      | Unione Sovietica |
| T. Femminile (Dettagli) | Australia  | Paesi Bassi | Stati Uniti      |

## Fonti
- (EN)  HistoFINA Vol. IV - Storia e statistiche dei campionati FINA.
- (EN) Gbrathletics.com.